# 外交学院
外交学院（がいこうがくいん、簡体字：外交学院、ピンイン：Wàijiāo Xuéyuàn、英名：China Foreign Affairs University）は、中華人民共和国北京市西城区展覧館路24号に本部を置く、中華人民共和国外交部に所属する唯一の大学で、外交・外事、国際問題の研究、国際経済・国際法に携わる人材を養成している。1955年に開校した。
大学の略称は外院（がいいん）。「中国外交大学」、「中国外務省大学」という非公式通称もある。

## 概要
外交学院は1955年、周恩来国務院総理の強い意向により、「有能な外交官の養成」を目的として中国人民大学から外交学部を分離させる形で創立され、周恩来自らが初代名誉院長に就任した。三代目院長には陳毅元外交部長が就いた。文化大革命の影響で1966年に授業が停止され、1970年には廃校を余儀なくされたが、鄧小平の庇護のもと1980年に再開された。現院長は、中国の国際問題専門家である王帆が務めている。
常勤教員は200人あまりで、そのうち64％は教授と副教授である。そのほか、70人あまりの外交官や著名な専門家、学者が教授として招かれている。これまでに約20,000人の学生が卒業し、2014年現在はおよそ2,000人の中国人と約140人の外国人留学生が在籍している。1980年代、外国人留学生の募集を復活させており、現在はアメリカ・フランス・イギリス・韓国・日本など40以上の国と地域からの留学生が、中国語や外交業務を勉強している。

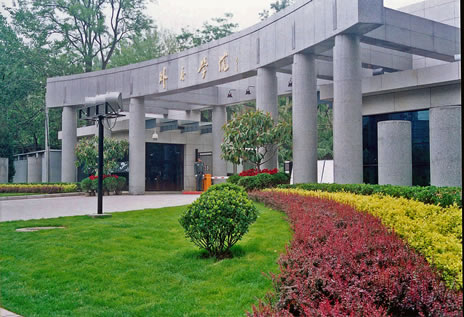
展覧館キャンパス校門
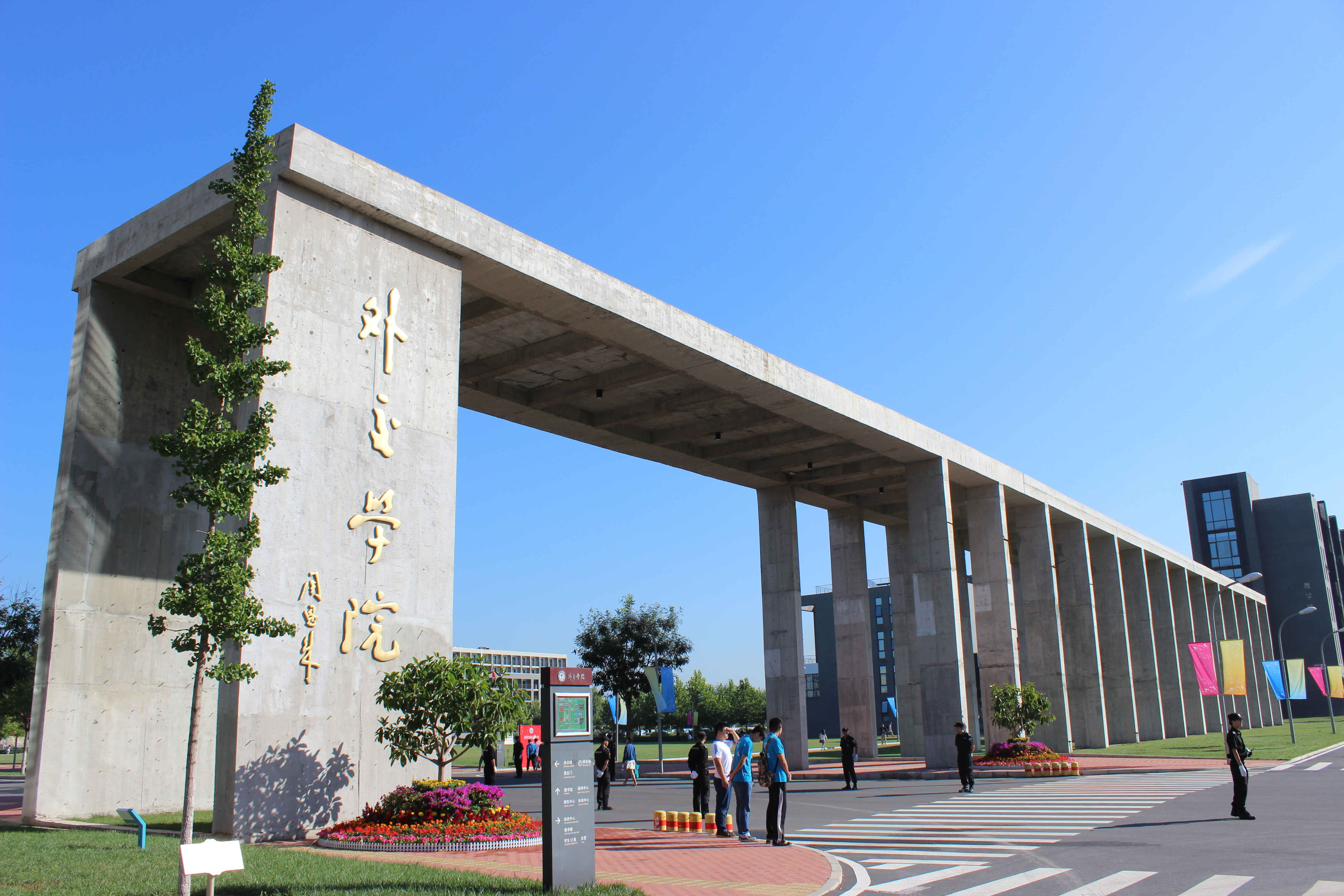
沙河キャンパス校門
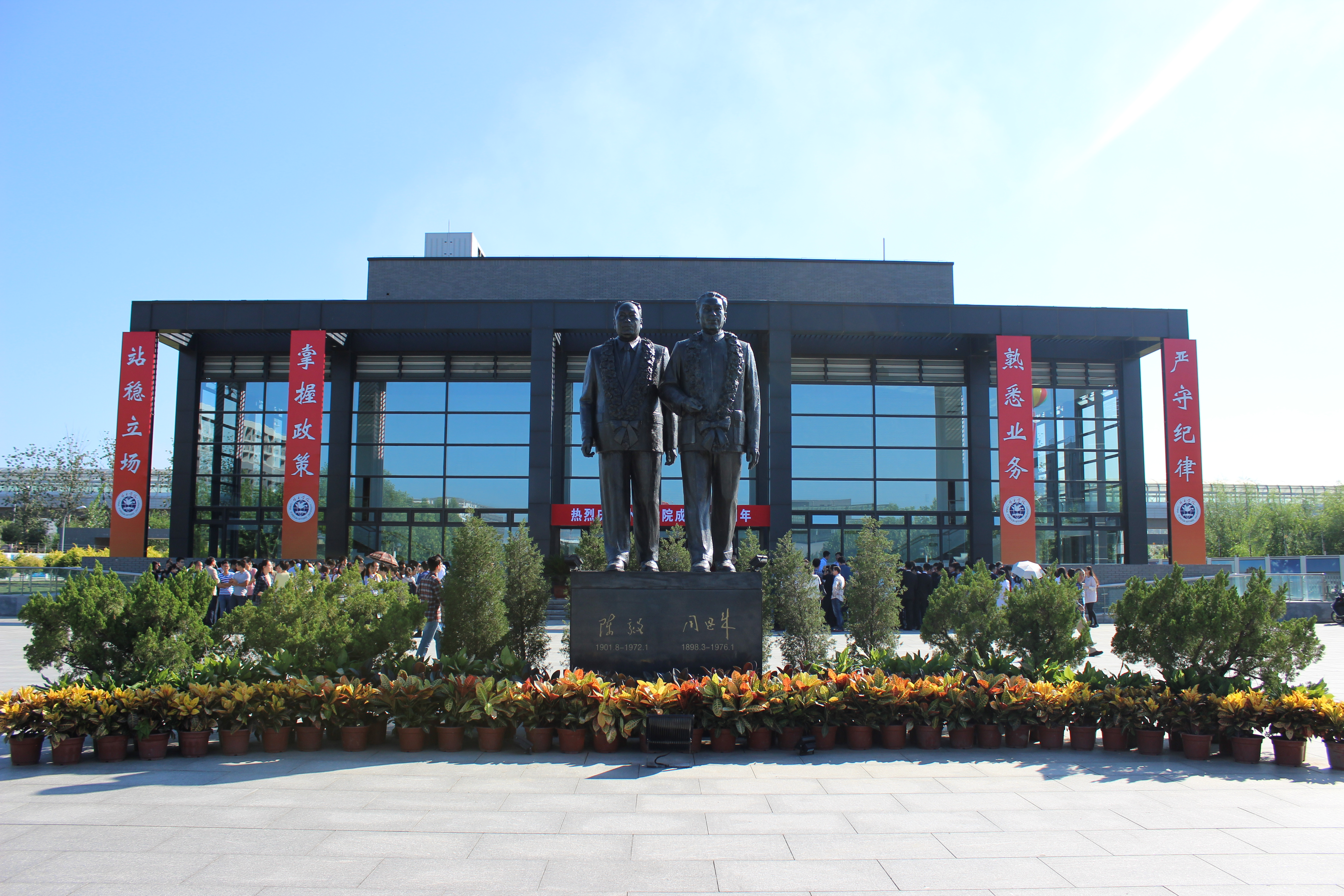
沙河キャンパスの周恩来と陳毅記念像

## 組織
5つの系と学院（日本の学部に相当する）が存在する。
- 外交学および外事管理系
- 英語系
- 外国語系（日本語・フランス語・スペイン語）
- 国際法系
- 国際経済学院

その他、国際関係研究所、アジア研究所（国家安全学院）、マルクス主義学院、基礎教学部、研究生部（日本の大学院に相当する）および国際教育プロジェクト（IPP・IBP・IMP）が存在する。

## 出身者
- 王毅：中国共産党中央政治局委員・党中央外事工作委員会弁公室主任・外交部長（外相）、元駐日中国大使
- 戴秉国：元国務委員（外交担当）、党中央外事工作領導小組弁公室主任
- 謝鋒：駐米中国大使、元中国外交部副部長（副外相）
- 孫衛東：中国外交部副部長、元駐インド中国大使、元外交学院教員
- 王亜軍：駐北朝鮮中国大使、元中国共産党中央対外連絡部副部長
- 陳旭：国連ジュネーブ事務局と在スイス国際機関中国政府代表部常駐代表、元中国外交部欧州局長
- 孔鉉佑：元駐日中国大使、元中国外交部副部長兼朝鮮半島事務特別代表（六者会合首席代表）

## 海外協定校
- アメリカ合衆国
  - ハーバード大学
  - プリンストン大学
  - コロンビア大学
  - スタンフォード大学
  - タフツ大学
  - ジョージタウン大学など
- イギリス
  - ウォーリック大学
  - ケント大学など
- ドイツ連邦共和国
  - ドイツグロバルおよび地域研究所など
- フランス 
  - パリ政治学院
  - リヨン大学など
- オーストラリア連邦 
  - オーストラリア国立大学
  - オークランド大学など
- 日本
  - 早稲田大学
  - 法政大学など